# Алвин и чипоносковците 2
„Алвин и чипоносковците 2“ (на английски: Alvin and the Chipmunks: The Squeakquel) е американски игрален филм с компютърна анимация от 2009 г. на режисьора Бети Томас. Той е продължение на оригиналния филм от 2007 година. Във филма участват Закари Леви, Дейвид Крос и Джейсън Лий. Джъстин Лонг, Матю Грей Гъблър и Джеси Маккартни се завръщат като гласовете на „Чипоносковците“ (The Chipettes) от предишния филм, а Кристина Апългейт, Ана Фарис и Ейми Полър озвучават новите герои, „Рунтавелките“ (The Chipettes).
Сценарият на филма е на Джон Вити, Джонатан Ейбъл и Глен Бъргър, разпространен е от „Туентиът Сенчъри Фокс“ и е продуциран от „Фокс 2000 Пикчърс“, „Риджънси Ентърпрайсис“ и „Багдасарян Къмпани“. Премиерата на филма е на 23 декември 2009 г. от „Туентиът Сенчъри Фокс“ с генерално негативни отзиви от критиката, който печели 443,1 млн. щ.д. при бюджет от 70 млн. щ.д. Два продължения са пуснати – „Алвин и чипоносковците 3: Чипо-Крушение“ (2011) и „Алвин и чипоносковците: Голямото чипоключение“ (2015).

## Актьорски състав
- Закари Леви – Тоби Севил
- Дейвид Крос – Иън Хоук
- Джейсън Лий – Дейвид Севил („Дейв“)
- Уенди Малик – доктор Рубин
- Анджела Джонсон – Джули Ортега
- Кевин Шмидт – Райън Едуардс
- Крис Уорън младши – Ксандър
- Бриджит Мендлър – Бека Кингстън
- Александра Шип – Валентина
- Ейми Кареро – Емили
- Брандо Ийтън – Джеръми Смит
- Катрин Джустън – леля Джаки Севил

### Озвучаващ състав
- Джъстин Лонг – Алвин Севил
- Кристина Апългейт – Британи Милър
- Матю Грей Гъблър – Саймън Севил
- Ана Фарис – Джанет Милър
- Джеси Маккартни – Тиодор Севил
- Ейми Полър – Елинор Милър